# Turbomente
Turbomente fue una banda formada a mediados de la década de los 90 en la comuna de San Bernardo, Santiago de Chile. Fue la primera banda en Chile que grabó un álbum en formato CD-ROM, también fue la primera banda que integró Denisse Malebrán.
La banda estaba formada por Denisse Malebrán en la voz, Hugo Salgado en el bajo, Roberto Cuello en la guitarra y Héctor Cortés en la batería.
El único álbum de la banda, llamado de forma homónima, fue grabado en octubre de 1996 y publicado en 1997 de forma independiente. Era un CD-ROM hídrido, es decir, un CD de audio que además tenía contenido multimedia para PC, en el que ofrecía: grabaciones de entrevistas con el grupo, sesiones de ensayos y las letras de las canciones.
El grupo participó junto a las bandas Solar, Canal Magdalena y Congelador  en el concierto «Chilerock I: El Rock de Chile en la Chile», que se llevó a cabo el viernes 23 de mayo de 1997, primer concierto transmitido a través de internet vía streaming en Chile.
Turbomente también participó en el álbum tributo Gracias...Totales!!! Tributo Bizarro a Soda Stereo, en el que grabaron su versión de la canción «Zona de promesas».
Después de la disolución del grupo, Denisse Malebrán integró en 1998, un proyecto de trip hop llamado «Polaroid», el que sólo duró unos meses, y que además estaba integrado por los hermanos Daniel y Mauricio Díaz (Sokio), y luego, en ese mismo año, se uniría a un proyecto musical creado por los ex La Ley: Luciano Rojas y Rodrigo Aboitiz, el que después sería conocido con el nombre de Saiko.

## Discografía
- Turbomente (1997)